# Corynactis delawarei
Corynactis delawarei is een Corallimorphariasoort uit de familie van de Corallimorphidae. De wetenschappelijke naam van de soort is voor het eerst geldig gepubliceerd in 1976 door Widersten.